# Ernst Friedrich von Bandemer
Ernst Friedrich von Bandemer (getauft am 14. Juli 1744 in Prebendow; † 12. November 1817 in Insterburg) war ein preußischer Generalmajor.

## Leben

### Herkunft
Ernst Friedrich war der Sohn des Herrn auf Prebendow Jakob Ludwig von Bandemer (* 10. April 1709; † 18. April 1747) und dessen Ehefrau Barbara Klarina, geborene von Kameke.

### Militärkarriere
Bandemer wurde 1759 Gefreiterkorporal im Dragonerregiment „von Platen“ der Preußischen Armee. Während des Siebenjährigen Kriegs nahm er an den Schlachten bei Kay, Kunersdorf und Reichenbach teil. Am 22. März 1761 wurde er Fähnrich. Nachdem Bandemer bereits am 2. Juli 1766 zum Sekondeleutnant befördert worden war, stieg er am 6. September 1777 zum Premierleutnant auf. Anschließend nahm er am Feldzug von 1778/79 teil. Bis 6. Juni 1799 avancierte er zum Oberst. Am 2. Oktober 1800 schied Bandemer aus dem Militärdienst und wurde gleichzeitig mit den Pensionsansprüchen eines Generalmajors ausgestattet.

### Familie
Bandemer heiratete am 5. Februar 1815 in Insterburg Charlotte Draugel. Das Paar hatte folgende Kinder:
- Juliane Friederike (* 13. Juli 1797; † 7. Oktober 1798)
- Friedrich Wilhelm (* 9. Mai 1801)
- Berta Amalie (* 15. August 1803) ⚭ 1832 Hermann von Frankenberg, Leutnant im Dragoner-Regiment Nr. 1